# John Erik Fornæss
John Erik Fornæss (* 14. Oktober 1946 in Hamar, Norwegen) ist ein norwegischer Mathematiker.

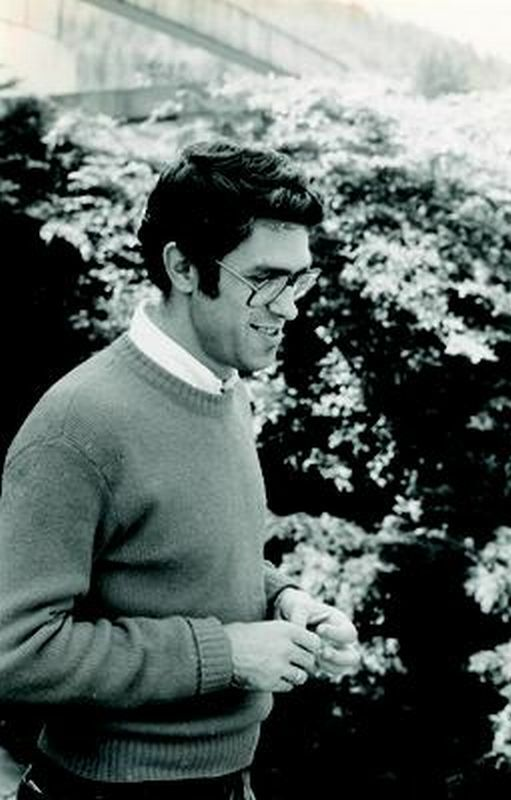
John Erik Fornaess

Fornæss studierte an der Universität Oslo (Diplom 1970, Uniform approximation on manifolds), wurde 1974 bei Edgar Lee Stout an der University of Washington promoviert (Embedding Strictly Pseudoconvex Domains in Convex Domains). Ab 1974 war er Instructor an der Princeton University, wo er 1976 Assistant Professor, 1978 Associate Professor und 1981 Professor wurde. 1978 erhielt er ein Forschungsstipendium der Alfred P. Sloan Foundation (Sloan Research Fellowship). Seit 1991 ist er Professor an der University of Michigan. Er ist Fellow der American Mathematical Society. 1983 war er Invited Speaker auf dem ICM in Warschau.
Er beschäftigt sich insbesondere mit Funktionentheorie mehrerer komplexer Variabler und deren geometrischen Aspekten und Dynamik mehrerer komplexer Variabler, wobei er teilweise mit Nessim Sibony in der Konstruktion einer Fatou-Julia Theorie in zwei Variablen zusammenarbeitete.

## Schriften
- mit Berit Stensønes: Lectures on counterexamples in several complex variables, Mathematical Notes 33, Princeton University Press, 1987, 2007
- Herausgeber: Dynamics of several complex variables, American Mathematical Society 1996
- Herausgeber: Recent developments in several complex variables, Princeton University Press 1981
- Herausgeber: Several complex variables (Proceedings Mittag-Leffler Institut 1987/88), Princeton University Press 1993